# Basilique gallo-romaine de Balaruc-les-Bains
La basilique gallo-romaine de Balaruc-les-Bains est un ancien édifice gallo-romain dont il ne reste plus que des vestiges et situé à Balaruc-les-Bains, en France.

## Généralités
Les vestiges de la basilique sont situés dans le square Bordes, dans la ville de Balaruc-les-Bains, dans le département de l'Hérault, en région Occitanie, en France.

## Histoire
La basilique daterait du IIIe siècle.
Le site et fouillé au début des années 1980 et un buste en pierre représentant Neptune est découvert en 1981.
Les vestiges de la basilique sont inscrits au titre des monuments historiques par arrêté du 5 février 1987.

## Description
La basilique est mieux connue que les autres vestiges de la ville de Balaruc du fait des divers éléments découverts : buste de Neptune, éléments de dauphin, inscriptions. L'ensemble basilical, qui avait une superficie de 185 mètres carrés environ, comprenait un bâtiment central avec bassin d'ornement avec de part et d'autre deux petites pièces utilitaires desservies par une galerie de trois mètres de large,.

## Galerie

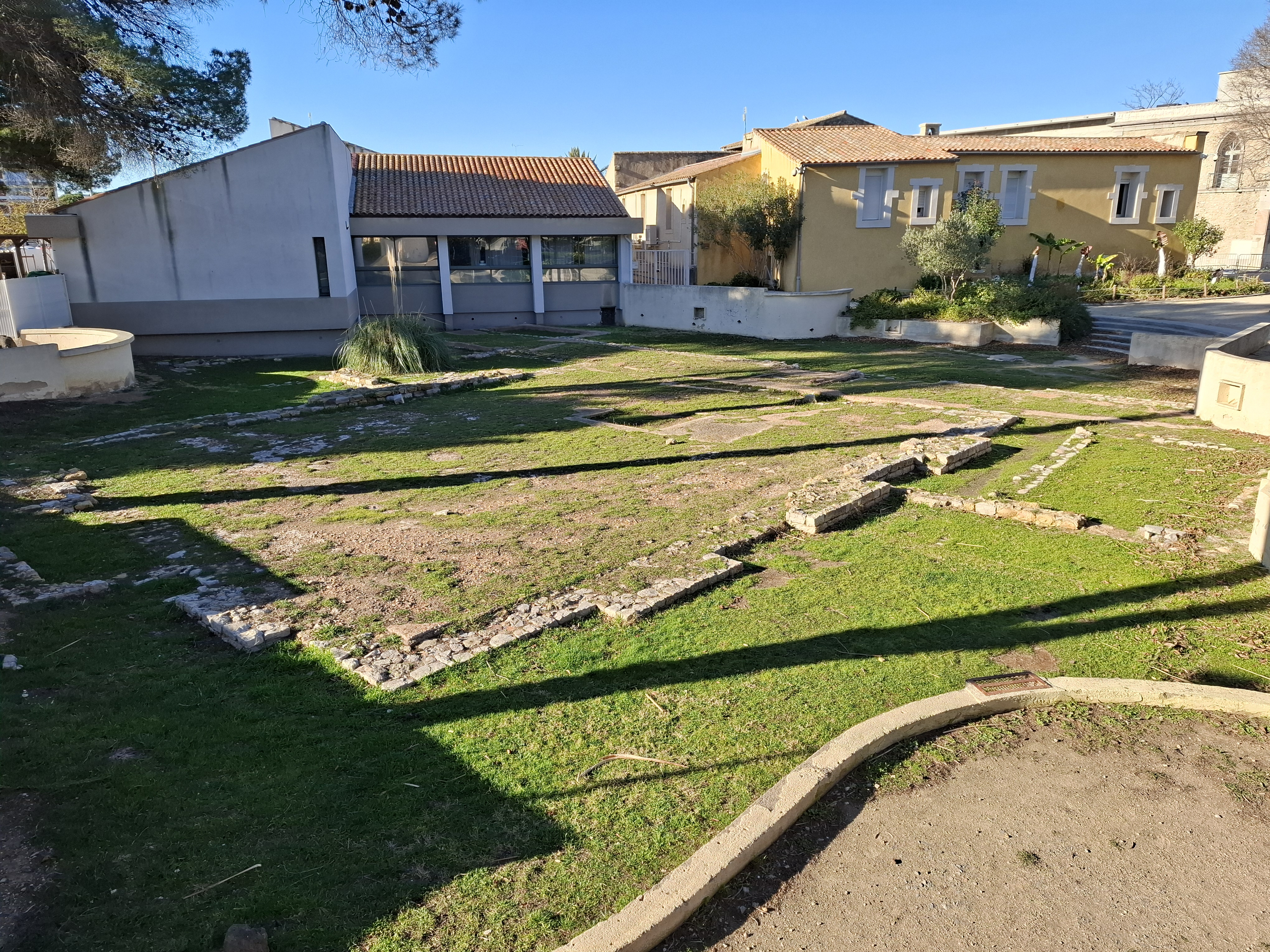
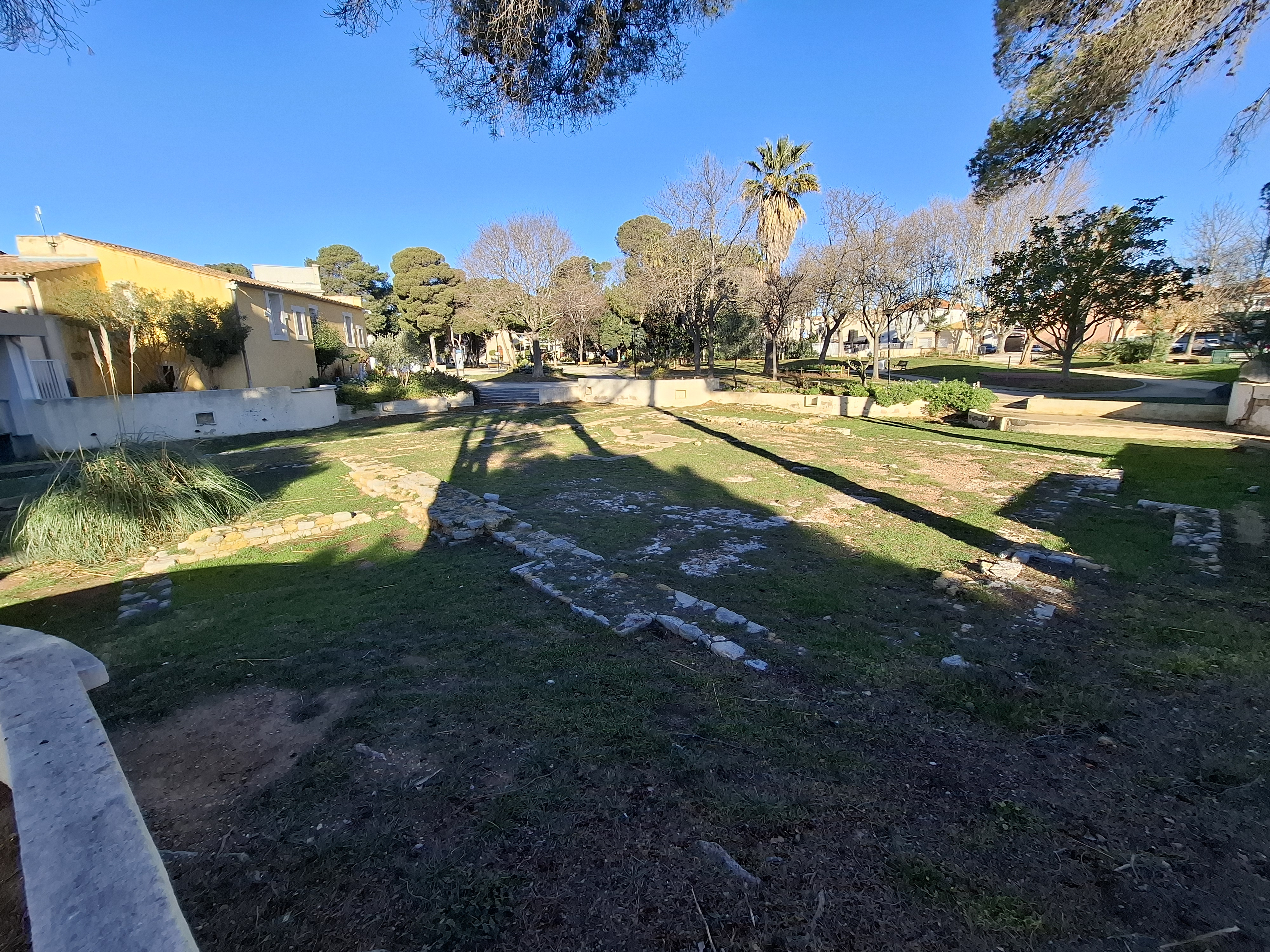